# جويل موغوروسي
جويل موغوروسي (بالإنجليزية: Joel Mogorosi)‏ (2 أغسطس 1984 بغابورون في بوتسوانا - ) هو لاعب كرة قدم بوتسواني في مركز الهجوم. شارك مع منتخب بوتسوانا لكرة القدم. أما مع النوادي، فقد لعب مع تاونشيب رولرز وموتشودي سنتر تشيفز وGilport Lions F.C. ‏ وAEP Paphos FC ‏ وAPOP Kinyras FC ‏ ونادي بلومفونتين سيلتيك.

## روابط خارجية
- جويل موغوروسي على موقع قاعدة بيانات كرة القدم.إي يو (الإنجليزية)
- جويل موغوروسي على موقع ناشيونال فوتبول تيمز (الإنجليزية)
- جويل موغوروسي على موقع Soccerway.com (الإنجليزية)
- جويل موغوروسي على موقع عالم كرة القدم.نت (الإنجليزية)